# Hitlerzelle
Als Hitlerzelle (im ehemaligen NS-Sprachgebrauch auch Hitler-Stube) wurde die Zelle Nummer 7 der ehemaligen Festung Landsberg (heute Justizvollzugsanstalt Landsberg) in Landsberg am Lech bezeichnet, in der Adolf Hitler im Jahr 1924 eine Haftstrafe verbrachte. Die Zelle wurde im NS-Staat Teil der nationalsozialistischen Propaganda.

## Hitlers Haftzeit
Nach dem Hitler-Ludendorff-Putsch im Jahr 1923 wurde Adolf Hitler zu fünf Jahren Festungshaft verurteilt. In der später so genannten „Hitlerzelle“ diktierte er Teile von Mein Kampf und führte ein privilegiertes Häftlingsdasein in geräumiger Umgebung und – durch großzügige Geschenke seiner Unterstützer – mit reichhaltiger Ernährung. Nach neun Monaten wurde Hitler Ende 1924 „wegen guter Führung“ unter Auflagen vorzeitig aus der Haft entlassen.

## Die Zelle als Teil der NS-Propaganda
Nach der Machtergreifung der Nationalsozialisten im Jahr 1933 wurde Hitlers Gefängniszelle Ziel des NS-Tourismus in die nun „Stadt der Jugend“ genannte Stadt Landsberg. Hier sollte an das angeblich entbehrungsreiche und harte Häftlingsleben Adolf Hitlers erinnert werden. Reichsjugendführer Baldur von Schirach bezeichnete Landsberg als „Wallfahrtsort der deutschen Jugend“ und „Station der nationalsozialistischen Erziehung“.
1937 wurde die Hitlerzelle durch die Stadt Landsberg zum „Nationalen Heiligtum Hitlerzelle“ ernannt. Hitlerjungen pilgerten nach dem Besuch des Reichsparteitages in Nürnberg 1937 und 1938 in einem „Bekenntnismarsch“ nach Landsberg und besuchten dort die Hitlerzelle, wo sie eine Buchausgabe von Mein Kampf erhielten. 1938 besuchten mehr als 100.000 Menschen die Stadt und schauten sich die Hitlerzelle an.

## Nachkriegszeit und heutige Nutzung
Im Jahre 1945 wurde durch die amerikanische Besatzungsmacht die Ausstattung der Zelle völlig entfernt, damit sie nicht weiter als Wallfahrtsort der Hitleranhänger dienen konnte, so dass nur die Fassade erhalten geblieben ist. Der leere Raum dient heute in der Justizvollzugsanstalt Landsberg als Gemeinschaftsraum. Touristen ist der Zutritt nicht gestattet.